# Concurso Internacional de Violín Henryk Wieniawski
El Concurso Internacional de Violín Henryk Wieniawski es un concurso para violinistas menores de treinta años, que se celebra cada cinco años en Poznañ (Polonia) en honor del virtuoso y compositor polaco Henryk Wieniawski. El primer concurso tuvo lugar en 1935 en Varsovia, 100 años después del nacimiento de Wieniawski, y constó de dos fases. La segunda edición del concurso se celebró en Posnania 17 años después (1952), alargándolo a tres fases. En 2001 se decidió que en lo sucesivo el concurso tendría cuatro fases.

## Ganadores del concurso
- 1.ª edición - Varsovia 1935

I premio - Ginette Neveu (Francia)
II premio - David Oistrakh (URSS)
III premio - Henry Temianka (Gran Bretaña)
- 2.ª edición - Posnania 1952

I premio - Igor Oistrakh (URSS)
II premio - ex aequo: Julian Sitkovetsky (URSS) y Wya Wiłkomirska (Polonia)
III premio - ex aequo: Blanche Tarjus (Francia), Marina Jaszwili (URSS), y Olga Parchomenko (URSS)
- 3.ª edición - Posnania 1957

I premio - Roza Fajn (URSS)
II premio - Sidney T. Harth (USA)
III premio - Mark Komissarow (URSS)
- 4.ª edición - Posnania 1962

I premio - Charles Treger (USA)
II premio - Oleg Krysa (URSS)
III premio - Krzysztof Jakowicz (Polonia)
- 5.ª edición - Posnania 1967

I premio - Piotr Janowski (Polonia)
II premio - Michał Bezwierchnyj (URSS)
III premio - Kaja Danczowska (Polonia)
- 6.ª edición - Posnania 1972

I premio - Tatiana Grindienko (URSS)
II premio - Shizuka Ishikawa (Japón)
III premio - Barbara Górzyńska (Polonia)
- 7.ª edición - Posnania 1977

I premio - Wadim Brodskij (URSS)
II premio - ex aequo: Piotr Milewski (Polonia) y Michał Wajman (URSS)
III premio - ex aequo: Zakhar Bron (URSS) y Peter A. Zazofsky (USA)
- 8.ª edición - Posnania 1981

I premio - Keiko Urushihara (Japón)
II premio - Elisa Kawaguti (Japón)
III premio - Aureli Błaszczok (Polonia)
- 9.ª edición - Posnania 1986

I premio - Ewgenij Buszkow (URSS)
II premio - Nobu Wakabayashi (Japón)
III premio - Robert Kabara (Polonia)
- 10.ª edición - Posnania 1991

I premio - ex aequo: Bartłomiej Nizioł (Polonia) y Piotr Pławner (Polonia)
II premio - Chie Abiko (Japón)
III premio - Reiko Shiraishi (Japón)
- 11.ª edición - Posnania 1996

I premio - Reiko Otani (Japón)
II premio - Akkiko Tanaka (Japón)
III premio - Asuka Sezaki (Japón)
- 12.ª edición - Posnania 2001

I premio - Alena Baeva (Rusia)
II premio - ex aequo: Soojin Han (Corea) i Roman Simowic (Yugoslavia)
III premio - ex aequo: Gaik Kazazian (Armenia), Bracha Malkin (USA), y Hiroko Takahashi (Japón)
- 13.ª edición - Posnania 2006

I premio - Agata Szymczewska (Polonia)
II premio - Airi Suzuki (Japón)
III premio - Anna Maria Staśkiewicz (Polonia)